# Kościół Nawiedzenia Najświętszej Maryi Panny w Zadusznikach
Kościół Nawiedzenia Najświętszej Maryi Panny w Zadusznikach – rzymskokatolicki kościół parafialny należący do parafii pod tym samym wezwaniem (dekanat szpetalski diecezji włocławskiej).
Jest to świątynia wybudowana w latach 1873–1875. Została wzniesiona na miejscu poprzedniego kościoła, który spłonął w 1831 roku. Obecna murowana budowla reprezentuje styl neogotycki i zaprojektowana została przez architekta Henryka Marconiego.
W kościele są umieszczone organy pochodzące z prywatnego domu w niemieckim mieście Datteln. Instrument zamontował Piotr Benek z Lądu w 2013 roku.